# 池田駿介
池田 駿介（いけだ しゅんすけ、本名：池田 紀生（いけだ のりお）、1940年11月11日 - 2010年6月11日）は、日本の俳優、モデル。
神奈川県川崎市出身（出生は京都府）。法政大学第二高等学校、法政大学卒業。SOS（ソサエティ・オブ・スタイル）モデルエージェンシーに所属していた。

## 来歴
殺陣師の大内龍生（大野剣友会創設者・大野幸太郎の師匠）の次男。京都府で生まれ、幼少期より神奈川県川崎市で過ごす。子供の頃から少年剣劇団の一員として全国を巡業し舞台に立っていた。中学進学後は芝居から遠ざかっていたが、高校生になると再び芸能界に憧れる気持ちが強くなり、大学進学と同時に劇団文化座の研究生となる。やがて母親の知人だった東映のプロデューサー・高橋昌一の推薦で、1962年に東映ニューフェイス第10期生となる。同期には小林稔侍、吉田豊明らがいた。
ニューフェイスに合格後は俳優座預かりという形になり、しばらくは時代劇の舞台に出演していた。1963年、東映映画『白い熱球』でデビュー。その後はテレビドラマ中心に活動し、『戦友』（NET）ではレギュラーを一年間務め、翌年『風来物語』で主役の書生を演じる。初主演となった『風来物語』であったが、当時のNETはネット局が東京と長崎ぐらいしかなかったため、池田自身が有名になるまでには至らなかった。東映を離れたのち、天知茂のプロダクション設立に参加し、たつみプロダクションに所属。1969年からは国際放映制作『鬼平犯科帳』に2年間レギュラー出演した。
1971年、円谷プロでウルトラシリーズが再開されることを聞きつけ、マネージャーを通して円谷一に相談し、『帰ってきたウルトラマン（以下、帰マン）』（TBS）でレギュラー・南猛隊員を演じることとなる。翌年には再び円谷プロの『緊急指令10-4・10-10』（NET）に花形一平役でレギュラー出演した。1973年には、古巣の東映で『人造人間キカイダー』の続編が制作されることを知り、プロデューサー・吉川進に自ら売り込みをかけ、『キカイダー01』の主人公・イチロー役に抜擢される。『01』終了後は『キカイダー』とともにハワイ州のKIKU-TVに輸出され、日本国内を凌駕する一大ムーブメントに発展。キカイダー＝ジロー役の伴大介とともに現地のイベントに招かれ、超満員のファンに迎えられた。
俳優業のかたわら、東京・三軒茶屋で「ゼロワン・チェーン」という大判焼きの店を経営していたことがあり、「巡礼」に訪れるファンも多かった。1990年代には洋服メーカー・ゼビーのレギュラーキャラクターを務め、CMにも出演。晩年は主にCMや舞台のほか、『帰マン』や『キカイダー』関連のイベントなどで活躍していた。
2010年6月11日午前3時10分、胃癌のため千葉県の病院で死去。69歳没。6月15日に神奈川県川崎市の登戸やすらぎ会館で通夜が営まれた。6月16日の告別式では東映の同期だった小林稔侍が弔辞を読み、故人を偲んだ。祭壇には撮影で実際に使用されたイチローのヘルメットとトランペットが飾られ、献花の際は『帰マン』の主題歌、出棺の際には『01』のテーマ曲が流れた。
『帰マン』で共演した団時朗と西田健、そして伴大介が追悼の辞を雑誌『宇宙船』Vol.129『追悼：池田駿介』の特集記事に寄せている。3人とも偶然にも、池田が死去する直前に別のインタビューに答えていた。7月に放送予定だった東映チャンネルの『ピンスポ』と2010年8月発売の東映ヒーローMAXのインタビューに答える予定で承諾も得ていたが、収録日予定日だった5月下旬に再入院してそのまま死去したため、どちらも叶わなかった。生前に「俺が死んだらハワイの海に（骨を）まいてくれ」と語っており、誕生日である11月11日にハワイでお別れ会と散骨が行われた。

## 人物・エピソード
- 趣味はサイクリング[18]。特技は柔道（三段）で、高校時代より選手として活躍[3]。

- 『帰マン』共演者では団と西田以外では三井恒と仲が良く、放送当時は4人で遊びに出かけていた[19]。また、『帰マン』DVDの制作時に伊吹隊長役の根上淳を訪れており、当時のことを語り合ううちに感極まって涙を流している（当初は郷秀樹役の候補の一人だった）。団と西田は、1992年に行われた京本政樹との対談の中で、池田の印象について団は「年上だけど、付き合うと弟みたいな感じ。その一方で物の見方が本当にまっすぐだった」と証言し、一方西田は「芝居の取り組み方が違っていて、いつでも自分なりに見せようと努力していた」と、それぞれ証言している[20]。

- 書籍『キカイダー賛歌』を伴とともに執筆・出版するため、挨拶を兼ねて石ノ森章太郎の自宅にインタビューに訪れた[21]。池田は原作を読まずに役作りを考えたため、鞍馬天狗をモチーフとした毅然としたヒーロー像を作り上げていった[22]。だが、後年になって原作を知り、原作のイチローと自分の役作りで出来上がったイチロー像があまりにもかけ離れていたことにショックと後悔の念があり、悩んでいたという[22]。それを聞いた石ノ森は「原作はあくまでも原作。テレビ版のキャラクターは役者の個性に合わせればいいんだから」と答え、思わず池田は涙してしまった[22]。

- 晩年、『帰マン』や『01』のファンから声をかけられると「気持ちが当時に戻ってシャキッとした自分になる。年をとったイチローや南隊員を見せたくない」という気持ちになると語っていた[2]。

## 出演作品

### テレビドラマ
- 戦友（1963年、NET） - 藤村一等兵
- 風来物語（1964年、NET） -  主演・川島道夫
- ゼロ戦黒雲隊（1964年、NET）
- 乗っていたのは27人（1965年、NET） - 南村刑事
- 特別機動捜査隊（NET）
  - 第149話「夏の終り」（1964年）
  - 第234話「故郷は美しく」（1966年）
  - 第391話「射殺命令707」（1969年） - 松岡
  - 第691話「三船刑事死す」（1975年） - 丈二
  - 第736話「ガラスの橋」（1975年） - 安西
  - 第761話「明暗友情ブルース」（1976年） - 入江刑事
  - 第763話「逆光線の女」（1976年） - 入江刑事
  - 第768話「悪女がいっぱい」（1976年） - 入江刑事
  - 第770話「歪んだ女心」（1976年） - 入江刑事
- 鉄道公安36号（1966年、NET） 
  - 第166話「ハワイ超特急」
  - 第184話「怒りの追跡」
- 刑事さん（1967年、NET） - 松原刑事
- キイハンター 第19話 「死者からの電話」 (1968年、TBS） - 渡辺伸夫
- ローンウルフ 一匹狼（1967年 - 1968年、NTV）
  - 第1話「復讐のメロディー」
  - 第21話「さらばわが友よ」
  - 第24話「受験生ブルース」
  - 第30話「野良犬の詩」
- 怪奇大作戦 第16話「かまいたち」（1968年、TBS） - 谷刑事
- フジ三太郎 第23話「春が来た・何処に来た?」（1969年、TBS）
- 花王愛の劇場 / 新妻鏡（1969年、TBS） - 山城健三
- 新・日本剣客伝 第3話「伊藤一刀斎」（1969年、NET）
- 東京バイパス指令 第69話「幽霊船」（1969年、NTV）
- おやじは大学一年生（1969年、MBS）
- 鬼平犯科帳（1969年 - 1970年、NET） - 同心・山田市太郎
- プレイガールシリーズ （12CH）
  - プレイガール 第54話「女の蕾に手をだすな」（1970年）
  - プレイガールQ 第62話「初笑い裸でびっくりお色気作戦」（1976年） - 中原
- 大岡越前 第1部  第14話「地獄の使者」（1970年、TBS） - 足立
- 帰ってきたウルトラマン（1971年 - 1972年、TBS） - 南猛
- 旗本退屈男 第15話「かんざし仇討」（1971年、CX）
- おれは男だ! 第26話「夜明けのVサイン!」（1971年、NTV） - 相沢高校理事長
- シルバー仮面ジャイアント
  - 第24話「標的はあなた!!」
  - 第26話「アンドロメダ2001」（1972年、TBS）- 秋山浩
- 刑事くん 第1部 第44話「愛はまぼろしか」（1972年、TBS） - 和田
- 緊急指令10-4・10-10（1972年、NET） - 花形一平
- 荒野の用心棒 第3話「兇弾は女地獄に炸裂して…」（1973年、NET） - 近藤
- キカイダー01（1973年 - 1974年、NET） - 主演・イチロー / キカイダー01
- 旗本退屈男 第22話「潮風に紅い血が騒ぐ」（1974年、NET） - 弥次吉
- 隠密剣士 突っ走れ! 第14話「暗闇首領を斬る信太郎」（1974年、TBS） - 葉隠れ伝十郎
- ザ・ボディガード 第22話「蒸発妻」（1974年、NET） - 上野一郎
- 非情のライセンス 第2シリーズ（NET）
  - 第9話「兇悪の口紅」（1974年） - 西川
  - 第39話「やさしい兇悪」（1975年） - 警官
  - 第74話「兇悪のフェニックス」（1976年） - 治
  - 第105話「美智子」（1976年） - 松井刑事
- 闘え! ドラゴン 第24話「空手チャンピオンを狙え!!」（1974年、12CH） - 山津波 / 五条慎一
- ご存じ金さん捕物帳 第17話「愛憎からくり屋敷」（1975年、NET）
- 破れ傘刀舟 悪人狩り （NET）
  - 第26話「生きていた女」（1975年）
  - 第120話「秘薬の謎をあばけ」（1977年） - 弥七
- 家なき子 第19話（1975年、TBS） - 立花
- 正義のシンボル コンドールマン（1975年、NET） - 三矢堅介
- ザ★ゴリラ7 第1話「武装強盗団」（1975年、NET）  - 遊佐トオル
- 徳川三国志  第5話「南海のあばれ竜」、第6話「白昼の三十六人斬り」（1975年、NET） - 加賀爪甲斐
- 痛快! 河内山宗俊 第12話「ぬれ手に油の三万両」（1975年、CX） - 三杉屋番頭
- お耳役秘帳 第7話「女やもめの花が散る」（1976年、KTV） - 黒駒番助
- 事件ファイル110 甘ったれるな 第14話「涙なんか流さない」（1976年、TBS） - 川口
- 新・座頭市 第1シリーズ 第3話「潮来の別れ花」（1976年、CX） - 浪人
- 大江戸捜査網（12CH）
  - 第253話「涙で斬った地獄花」（1976年） - 仁助
  - 第291話「いのち笛を吹く殺し屋」（1977年） - 佐吉
- プロレスの星 アステカイザー（NET） - ジャガー春木
  - 第13話「二人のアステカイザー」（1976年）
  - 第25話「サタン・デモンの逆襲!!」、第26話「鷹よ! 栄光のリングへはばたけ」（1977年）
- 秘密戦隊ゴレンジャー 第83話「オレンジ色の初恋!! 吼える大都会」（1977年、NET） - 醍醐次郎
- 快傑ズバット 第25話「荒神山 涙の別れ」（1977年、12CH） - 吉良崎直也
- 土曜ワイド劇場（ANB） 
  - 新幹線殺人事件（1977年） - 星野俊也
  - 浴室の美女（1978年）
  - 白い人魚の美女（1978年）
- 水戸黄門 （TBS） 
  - 第8部 第21話「黄門さまも人の親 -高松-」（1977年） - 熱田格兵衛
  - 第9部 第16話「百万石の味自慢 -金沢-」（1978年） - 嘉吉
- 野望（1977年 - 1978年、ANB） - 松本市郎
- スターウルフ 第16話「二つの顔のサイモナイト」（1978年、YTV） - パルス副官
- 消えた巨人軍（1978年、NTV） - 喫茶店マスター

### 映画
- ひばりの母恋いギター（1962年、東映） - 青年会C
- 特別機動捜査隊（1963年、東映） - 赤沼修一
- 白い熱球（1963年、東映） - 篠原栄一
- 銃殺（1963年、東映） - 木島一等兵
- 一万三千人の容疑者（1966年、東映） - 内原進一
- 非行少女ヨーコ（1966年、東映） - 「ヘイゼル」のボーイ
- 遊侠三代（1966年、東映） - 副官
- 超高層のあけぼの（1969年、東映） - 大原課員
- ウルトラマンメビウス&ウルトラ兄弟（2006年、松竹） ※友情出演

### ビデオ
- コスプレ戦士 キューティ・ナイト2 帝国の逆襲（1996年、笠倉出版社） - 甲斐田イチロー
- キカイダーメモリアル 25年目の再会（1997年、東映ビデオ） - イチロー(ナレーション)
- 怪異伝承 鬼殻村（2009年、WHDジャパン） - ナビゲーター

### 舞台
- 英國少年園 （2002年、新宿シアターサンモール） - ピーター・ヘイズリット
- シンドバットの大冒険2003 （2003年、府中の森芸術劇場） - 魔神島の長老 ゼロウォン

### CM
- トヨタ自動車 - トヨタ・カリーナ（1970年・1971年、初代最初期モデル。後述の伴大介との共著である『キカイダー賛歌』の中で、この車のCM出演についてインタビュー形式で記している）
- 本田技研工業 - ホンダ・ライフ（1973年）田中明夫と共演
- 東芝 - 東芝のお店
- 東京ディズニーランド - オープニング
- 花王 - 風呂水ワンダー
- ゼビー
- スパリゾートハワイアンズ
- 菊正宗
- カメラのさくらや
- ニッポンレンタカー
- アデランス 定年記念旅行編 - 信澤三惠子の夫役

### ゲーム
- スーパーヒーロー作戦（1999年1月28日、バンプレスト） - イチロー / キカイダー01（声）

## 著書
- 伴大介 共著 編『キカイダー讃歌』東西企画（発行）、星雲社（発売）、1997年。ISBN 4795239649。